# Le Bas rose
Le Bas rose (en russe : Rozovyi tchoulok) est une nouvelle d’Anton Tchekhov, parue en 1885. 

## Historique
Le Bas rose est initialement publié dans la revue russe Les Éclats, no 33, du 16 août 1886, sous le pseudonyme A.Tchekhonte.
Les bas-bleuistes sont au XIXe siècle, les femmes pédantes. Nous avons ici l’antithèse. 

## Résumé
Par une froide et pluvieuse matinée, Ivan Somov qui s’ennuie, relit la lettre que Lydie, sa femme habillée de bas roses, écrit à sa sœur Varia. Somov fait grise mine, c’est du charabia : où cela commence, où cela finit ? Aucune ponctuation, des fautes d’orthographe à chaque ligne. « Comment », lui demande-t-il, « toi, la fille d’un général, la femme d’un universitaire, peux-tu écrire une lettre aussi effrayante ? »
Après un déjeuner bien arrosé, Somov, dans un élan de tendresse, trouve des excuses à sa femme. À quoi lui servirait des connaissances pour ce qu’elle a à faire ? Aimer son mari, mettre au monde des enfants, couper la salade... Et puis une femme intelligente est source d’ennui, souvent d’humeur difficile, alors qu’il est si facile de vivre avec une sotte.
Tout bien considéré, s’il veut discuter de choses intelligentes, il pourra toujours aller chez d’autres femmes.

## Édition française
- Le Bas rose, traduit par Edouard Parayre, Les Editeurs Français Réunis, 1958.